# Владимир Стойкович
Владимир Стойкович (серб. Владимир Стојковић/Vladimir Stojković; нар. 28 липня 1983, Лозниця) — сербський футболіст, воротар «Партизана» та національної збірної Сербії.

## Клубна кар'єра
Вихованець юнацьких команд футбольних клубів «Лозниця» і «Црвена Звезда». У дорослому футболі дебютував 2001 року виступами за основну команду останнього клубу. Не маючи шансів швидко стати основним гравцем белградської команди, молодий воротар частину 2003 року провів в оренді в боснійському «Леотарі», а згодом того ж року перейшов до «Земуна».
Після переходу свого основного воротаря Владимира Дишленковича до донецького «Металурга» влітку 2005 року «Црвена Звезда» запросила Стойковича повернутися до своїх лав, і протягом сезон 2005/06 він захищав ворота рідного клубу.
У 2006 і сам Стойкович отримав запрошення з-за кордону та приєднався до французького «Нанта». Протягом наступних чотирьох років встиг пограти у п'яти західноєвропейських чемпіонатах, утім у складі жодної зі своїх команд того періоду основним воротарем так й не став. Крім «Нанта» грав за нідерландський «Вітесс», португальський «Спортінг», в Іспанії за «Хетафе» та в Аннлії за «Віган Атлетік».
2010 року повернувся на батьківщину, ставши гравцем «Партизана», в якому був основним голкіпером протягом чотирьох років.
2014 року перейшов до грецького «Ерготеліса», а звідти у тому ж році до ізраїльського «Маккабі» (Хайфа). Провівши два успішних сезони у хайфській команді, знову отримав запрошення з Англії, де протягом сезону 2016/17 грав за «Ноттінгем Форест» з Чемпіонату Футбольної Ліги.
2017 року повернувся до «Партизана», в якому досвідчений воротар відразу став одним з лідерів команди, а на початку 2018 року, попри досить поважний вік (34 роки), уклав з белградським клубом новий чотирирічний контракт.

## Виступи за збірні
Протягом 2003–2006 років залучався до складу молодіжної збірної Сербії і Чорногорії. У складі «молодіжки» був учасником молодіжних чемпіонатів Європи 2004 і 2006 років, на першому з яких був резервним голкіпером, проте став з командою срібним призером континентальної першості.
2006 року дебютував в офіційних матчах у складі національної збірної Сербії і Чорногорії. У її складі був учасником  тогорічного чемпіонату світу в Німеччині, де, утім, залишався запасним воротарем.
З утворенням збірної Сербії почав виступи за цю команду. Був її основним голкіпером на чемпіонаті світу 2010 року.
2018 року поїхав на свою третю світову першість — тогорічний чемпіонат світу в Росії, де також був першим вибором тренерського штабу на воротарській позиції.

## Досягнення
- Чемпіон Сербії та Чорногорії: 2004, 2006
- Чемпіон Сербії: 2011, 2012, 2013
- Чемпіон Боснії і Герцеговини: 2003
- Володар Кубка Сербії і Чорногорії: 2003, 2004, 2006
- Володар Кубка Сербії: 2011, 2018, 2019
- Володар Кубка Португалії: 2008
- Володар Суперкубка Португалії: 2007, 2008
- Володар Кубка Ізраїлю: 2016
- Володар Королівського кубка Саудівської Аравії: 2022